# Susmita Mohanty
Susmita Mohanty (Cuttack, 1971) es una ingeniera india, diseñadora de naves espaciales, empresaria espacial y defensora de la acción climática. Es conocida por su investigación sobre temas relacionados con el espacio. Cofundó la primera puesta en marcha del espacio privado de la India, Earth2Orbit en 2009. Es la única emprendedora espacial en el mundo que ha creado compañías en tres continentes en Asia, Europa y América del Norte. Es una de las pocas personas que ha visitado tanto el Ártico como la Antártida.

## Trayectoria
Nació en Cuttack y se crio en Ahmedabad. Su padre, Nilamani Mohanty, era excientífico de la Agencia India de Investigación Espacial (ISRO) e influyó mucho en ella para aventurarse en la investigación espacial. Completó su licenciatura en ingeniería eléctrica en la Universidad de Gujarat y su Master en diseño industrial en el Instituto Nacional de Diseño de Ahmedabad. También obtuvo un Master sobre el espacio en la Universidad Internacional del Espacio en Estrasburgo.
Cofundó Moonfront, una firma de consultoría aeroespacial con sede en San Francisco en 2001, que marcó su entrada en el espacio empresarial. También cofundó Liquifer System Group (LSG), una compañía de arquitectura y diseño aeroespacial en Viena, Austria, en 2004. Trabajó como miembro destacado del Instituto Americano de Arquitectura Aeroespacial y Astronáutica durante más de diez años mientras residía en California. En 2005, recibió el Premio al Logro Internacional por promover la cooperación internacional.

## Reconocimientos
La revista Financial Times incluyó a Mohanty en la lista de élite de 25 Indios a seguir en 2012 y también apareció en la portada de la revista Fortune en 2017. Fue nominada para el Consejo del Futuro Global del Foro Económico Mundial para Tecnologías Espaciales por un período de tres años consecutivos de 2016 a 2019.
En 2019, Mohanty fue incluida en la lista de la BBC de 100 mujeres inspiradoras e influyentes de todo el mundo.